# 義賊
義賊，也稱為俠盜或綠林好漢，指「遵循俠義風範的盜匪」，通常伴隨著「劫富濟貧」、「反抗威權」等行為。他們通常是生處亂世環境之中，從事的雖然是犯法的偷盜行為，但因為對象是更為不公不義的惡人，因此受到市井小民的支持。在英文中類似的詞彙是“gentleman thief”（紳士怪盜），但兩者詞意不同。
義賊的產生，按照英國歷史學家霍布斯邦的說法：
|  | 當我們抽絲剝繭，將強盜的地域、社會架構一層層除去之後，可以發現藏在其中的核心部分：亦即一種不滅的情愫，一個永恆的角色。那就是自由精神、英雄主義，以及公義的理想。 |

義賊除了見於許多民間傳說之外，也常見於某些類型的小說，例如推理小說。

## 知名義賊
- 宋江
- 曾切
- 羅賓漢
- 洪吉童
- 瓦西里
- 鄭芝龍
- 張保仔
- 鼠小僧
- 蔡牽
- 廖添丁
- 燕子李三
- 石川五右衛門
- 尤拉伊·亞諾希克
- 詹龍欄

### 變相
- 綠林軍
- 黃巾軍

## 虛擬人物
- 七俠五義
- 亚森·罗宾
- 楚留香
- 蕭十一郎
- 怪盜喬克
- 三世
- 怪俠一枝梅
- 怪盜基德
- 海賊王
- 女黑俠木蘭花
- 怪盜紳士